# Анінськ (Бурятія)
Анінськ (рос. Анинск) — улус Хоринського району, Бурятії Росії. Входить до складу Сільського поселення Хоринське.
Населення — 270 осіб (2015 рік).